# Pamendanga nigra
Pamendanga nigra är en insektsart som beskrevs av Synave 1973. Pamendanga nigra ingår i släktet Pamendanga och familjen Derbidae. Inga underarter finns listade i Catalogue of Life.